# Lintercom Lisieux - Pays d'Auge - Normandie
La communauté de communes Lintercom Lisieux - Pays d'Auge - Normandie est une ancienne structure intercommunale française, située dans le département du Calvados et la région Normandie.

## Historique
La communauté de communes Lisieux cœur pays d'Auge est créée le 1er janvier 2013 par fusion des communautés de communes Lisieux Pays d'Auge et Moyaux Porte du Pays d'Auge. Elle est renommée Lintercom Lisieux - Pays d'Auge - Normandie par arrêté préfectoral du 15 avril 2013. Le 1er janvier 2017, l'intercommunalité fusionne avec les communautés de communes  du Pays de Livarot, du Pays de l'Orbiquet, de la Vallée d'Auge et des Trois Rivières pour former la communauté d'agglomération Lisieux Normandie.

## Composition
L'intercommunalité fédérait trente-trois communes :
| Nom                        | Code Insee | Gentilé         | Superficie (km2) | Population (dernière pop. légale) | Densité (hab./km2) |
| -------------------------- | ---------- | --------------- | ---------------- | --------------------------------- | ------------------ |
| Lisieux (siège)            | 14366      | Lexoviens       | 13,07            | 20 881 (2014)                     | 1 598              |
| Beuvillers                 | 14069      | Beuvillois      | 4,92             | 1 379 (2014)                      | 280                |
| La Boissière               | 14082      | Buxériens       | 2,02             | 199 (2014)                        | 99                 |
| Coquainvilliers            | 14177      | Coquainvillais  | 11,90            | 866 (2014)                        | 73                 |
| Cordebugle                 | 14179      | Cordebuglais    | 8,97             | 142 (2014)                        | 16                 |
| Courtonne-la-Meurdrac      | 14193      | Courtonnais     | 12,69            | 692 (2014)                        | 55                 |
| Courtonne-les-Deux-Églises | 14194      | Courtonnais     | 13,68            | 673 (2014)                        | 49                 |
| Fauguernon                 | 14260      | Fauguernonais   | 7,41             | 251 (2014)                        | 34                 |
| Firfol                     | 14270      | Firfolais       | 5,01             | 437 (2014)                        | 87                 |
| Fumichon                   | 14293      | Fumichonnais    | 6,63             | 281 (2014)                        | 42                 |
| Glos                       | 14303      | Glosiens        | 12,93            | 932 (2014)                        | 72                 |
| Hermival-les-Vaux          | 14326      | Hermivalais     | 13,76            | 838 (2014)                        | 61                 |
| L'Hôtellerie               | 14334      | Hotellières     | 5,74             | 318 (2014)                        | 55                 |
| La Houblonnière            | 14337      |                 | 7,10             | 327 (2014)                        | 46                 |
| Lessard-et-le-Chêne        | 14362      | Chênessartais   | 10,09            | 152 (2014)                        | 15                 |
| Marolles                   | 14403      | Marollais       | 12,22            | 772 (2014)                        | 63                 |
| Le Mesnil-Eudes            | 14419      | Mesnil-Eudois   | 8,42             | 271 (2014)                        | 32                 |
| Le Mesnil-Guillaume        | 14421      | Guillaumois     | 3,85             | 616 (2014)                        | 160                |
| Le Mesnil-Simon            | 14425      | Mesnil-Simonais | 9,59             | 173 (2014)                        | 18                 |
| Les Monceaux               | 14435      | Monceoix        | 3,72             | 177 (2014)                        | 48                 |
| Moyaux                     | 14460      | Moyausains      | 16,23            | 1 339 (2014)                      | 83                 |
| Ouilly-du-Houley           | 14484      | Ribaudiens      | 8,92             | 228 (2014)                        | 26                 |
| Ouilly-le-Vicomte          | 14487      | Vicomtois       | 7,73             | 842 (2014)                        | 109                |
| Le Pin                     | 14504      | Pinois          | 11,53            | 804 (2014)                        | 70                 |
| Le Pré-d'Auge              | 14520      | Pré d'Augeois   | 10,72            | 877 (2014)                        | 82                 |
| Prêtreville                | 14522      | Prêtrevillois   | 11,23            | 440 (2014)                        | 39                 |
| Rocques                    | 14540      | Rocquais        | 6,14             | 294 (2014)                        | 48                 |
| Saint-Désir                | 14574      |                 | 19,35            | 1 687 (2014)                      | 87                 |
| Saint-Germain-de-Livet     | 14582      | Germainviliens  | 16,41            | 774 (2014)                        | 47                 |
| Saint-Jean-de-Livet        | 14595      | Livetiens       | 3,47             | 198 (2014)                        | 57                 |
| Saint-Martin-de-la-Lieue   | 14625      | Leucamartinois  | 8,40             | 785 (2014)                        | 93                 |
| Saint-Martin-de-Mailloc    | 14626      | Maillochins     | 7,17             | 876 (2014)                        | 122                |
| Saint-Pierre-des-Ifs       | 14648      | Pétruvissiens   | 11,16            | 466 (2014)                        | 42                 |

## Démographie
| 2013   | 2014   |
| ------ | ------ |
| 40 236 | 39 987 |

## Compétences
- développement économique
- aménagement de l'espace
- environnement
- culture
- sport
- tourisme
- action sociale

## Administration
Le président, le maire de Lisieux Bernard Aubril, est élu le 26 novembre 2012. Il est réélu à la suite des élections municipales et communautaires, le 14 avril 2014.
| Période      | Période       | Identité       | Étiquette | Qualité          |
| ------------ | ------------- | -------------- | --------- | ---------------- |
| janvier 2013 | décembre 2016 | Bernard Aubril | UMP       | Maire de Lisieux |